# Militärkommando Amazonas
Militärkommando Amazonas (pt: Comando Militar da Amazônia) är ett av Brasiliens åtta militärkommandon (ungefär motsvarande militärområde). Militärkommandots område omfattar delstaterna Amazonas, Acre, Rondônia och Roraima. Underställt militärkommando Amazonas är 12:e militärregionen (12ª Região Militar) som ansvarar för fredsorganisationen, 1:a, 2:a, 16:e och 17:e djungelinfanteribrigaderna som utgör insatsförbanden samt understödsförband i form av arméflyg, luftvärn, signaltrupper, militärpolis med mera. Djungelinfanteri (Infantaria de Selva) är en förbandstyp som är specialiserad på strid i regnskog och annan tät skogsterräng och som bara förekommer i militärkommando Amazonas och det intilliggande militärkommando Norr.
Militärkommando Amazonas ansvarar för försvaret av Amazonas regnskog och gränserna mot Bolivia, Peru, Colombia och Venezuela. Försvaret av gränserna administreras av fem gränskommandon (Comando de Fronteira) och en bataljon från varje brigad har avsvar för var sitt gränsavsnitt. 1:a djungelinfanteribataljonen är luftburen och kan med hjälp av 4:e arméflygbataljonen sättas in över hela militärkommandots område.
- Gränskommando Roraima – 7:e djungelinfanteribataljonen
- Gränskommando Río Negro – 5:e djungelinfanteribataljonen
- Gränskommando Solimões – 8:e djungelinfanteribataljonen
- Gränskommando Acre – 4:e djungelinfanteribataljonen
- Gränskommando Rondônia – 6:e djungelinfanteribataljonen

## Organisation

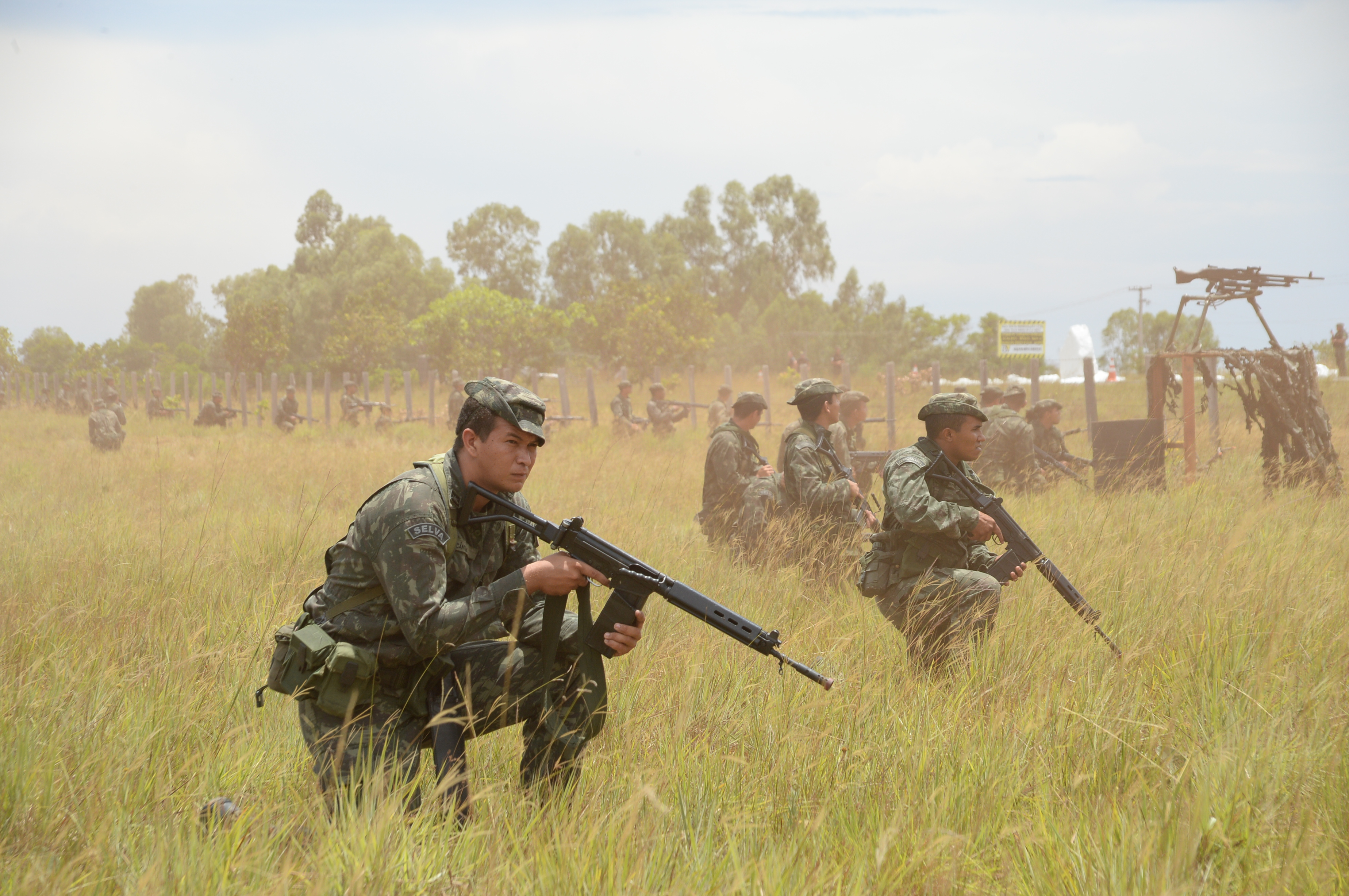
Soldater från 7:e djungelinfanteribataljonen i Boa Vista under övningen Operação Amazônia 2014. Den norra delen av Roraima mellan Boa Vista och Roraimamassivet består av öppet stäppland likt det på bilden.

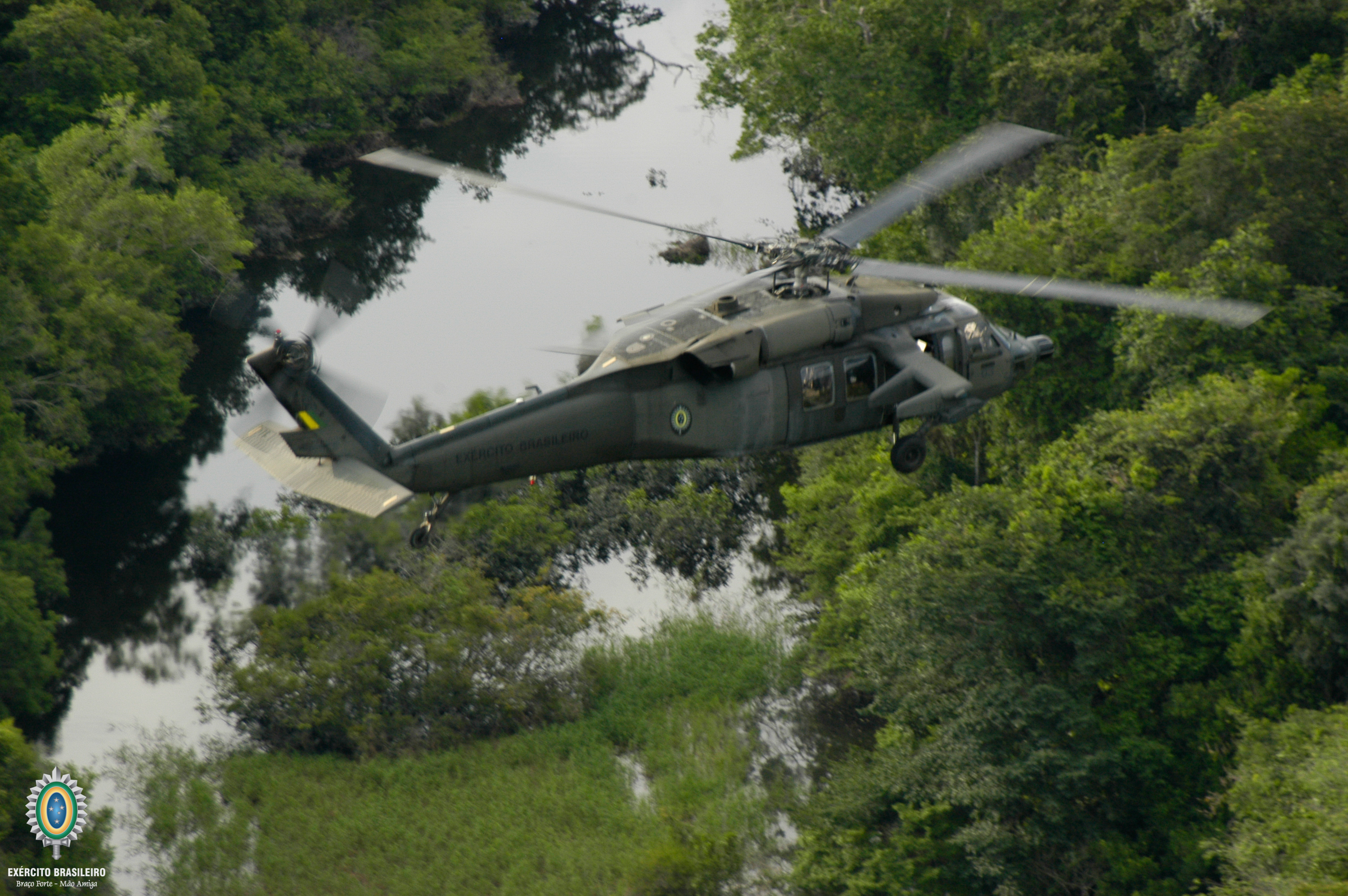
Amazonas är ett stort område, men genom att 1:a djungelinfanteribataljonen är luftburen kan den på kort tid sättas in var som helst i Amazonas.

Militärkommando Amazonas (Comando Militar da Amazônia) – Manaus
 12:e militärregionen (12ª Região Militar) – Manaus
 Administrationsenhet (Base de Administração e Apoio) – Manaus
 Ekonomiavdelning (Inspetoria de Contabilidade e Finanças) – Manaus
 Underhållsverkstad (Parque Regional de Manutenção) – Manaus
 7:e ingenjörsbataljonen (7º Batalhão de Engenharia e Construção) – Rio Branco
 12:e underhållsbataljonen (12º Batalhão de Suprimento) – Manaus
 12:e militärprefekturen (12ª Prefeitura Militar) – Manaus
 29:e inskrivningskontoret (29ª Circunscrição de Serviço Militar) – Manaus
 31:a inskrivningskontoret (31ª Circunscrição de Serviço Militar) – Porto Velho
 1:a djungelinfanteribrigaden (1ª Brigada de Infantaria de Selva) – Boa Vista
 1:a luftburna djungelinfanteribataljonen (1º Batalhão de Infantaria de Selva (Aeromóvel)) – Manaus
 7:e djungelinfanteribataljonen (7º Batalhão de Infantaria de Selva) – Boa Vista
 10:e fältartillerigruppen (10º Grupo de Artilharia de Campanha de Selva) – Boa Vista
 12:e mekaniserade kavalleriskvadronen (12º Esquadrão de Cavalaria Mecanizado) – Boa Vista
 1:a logistikbataljonen (1º Batalhão Logístico de Selva) – Boa Vista
 1:a sambandsplutonen (1º Pelotão de Comunicações de Selva) – Boa Vista
 32:a armépolisplutonen (32º Pelotão de Polícia do Exército) – Boa Vista
 2:a djungelinfanteribrigaden (2ª Brigada de Infantaria de Selva) – São Gabriel da Cachoeira
 3:e djungelinfanteribataljonen (3º Batalhão de Infantaria de Selva) – Barcelos
 5:e djungelinfanteribataljonen (5º Batalhão de Infantaria de Selva) – São Gabriel da Cachoeira
 2:a logistikbataljonen (2º Batalhão Logístico de Selva) – São Gabriel da Cachoeira
 2:a sambandsplutonen (2º Pelotão de Comunicações de Selva) – São Gabriel da Cachoeira
 22:a armépolisplutonen (22º Pelotão de Polícia do Exército) – São Gabriel da Cachoeira
 16:e djungelinfanteribrigaden (16ª Brigada de Infantaria de Selva) – Tefé
 8:e djungelinfanteribataljonen (8º Batalhão de Infantaria de Selva) – Tabatinga
 17:e djungelinfanteribataljonen (17º Batalhão de Infantaria de Selva) – Tefé
 16:e logistikbataljonen (16º Batalhão Logístico de Selva) – Tefé
 16:e sambandsplutonen (16º Pelotão de Comunicações de Selva) – Tefé
 34:e armépolisplutonen (34º Pelotão de Polícia do Exército) – Tefé
 17:e djungelinfanteribrigaden (17ª Brigada de Infantaria de Selva) – Porto Velho
 4:e djungelinfanteribataljonen (4º Batalhão de Infantaria de Selva) – Rio Branco
 6:e djungelinfanteribataljonen (6º Batalhão de Infantaria de Selva) – Guajará-Mirim
 54:e djungelinfanteribataljonen (54º Batalhão de Infantaria de Selva) – Humaitá
 61:a djungelinfanteribataljonen (61º Batalhão de Infantaria de Selva) – Cruzeiro do Sul
 17:e logistikbataljonen (17º Batalhão Logístico de Selva) – Porto Velho
 17:e sambandsplutonen (17º Pelotão de Comunicações de Selva) – Porto Velho
 17:e armépolisplutonen (17º Pelotão de Polícia do Exército) – Porto Velho
 2:a ingenjörsgruppen (2º Grupamento de Engenharia) – Manaus
 5:e ingenjörsbataljonen (5º Batalhão de Engenharia de Construção) – Porto Velho
 6:e ingenjörsbataljonen (6º Batalhão de Engenharia de Construção) – Boa Vista
 7:e ingenjörsbataljonen (7º Batalhão de Engenharia de Construção) – Rio Branco
 8:e ingenjörsbataljonen (8º Batalhão de Engenharia de Construção) – Santarém
 Centret för djungelkrigföring (Centro de Instrução de Guerra na Selva) – Manaus
 Militärhögskolan i Manaus (Colégio Militar de Manaus) – Manaus
 1:a sambandsbataljonen (1ª Batalhão de Comunicações de Selva) – Manaus
 4:e arméflygbataljonen (4° Batalhão de Aviação do Exército) – Manaus
 7:e armépolisbataljonen (7º Batalhão de Polícia do Exército) – Manaus
 12:e luftvärnsbataljonen (12º Batalhão de Artilharia Antiaérea de Selva) – Manaus
 3:e specialkompaniet (3ª Companhia de Forças Especiais) – Manaus
 4:e underrättelsekompaniet (4ª Companhia de Inteligência) – Manaus